# Район Мідзухо
Райо́н Мідзухо́ (яп. 瑞穂区, みずほく, МФА: [mid͡zuho ku̥]) — район міста Наґоя префектури Айті в Японії.  Площа становить 11,23 км². Станом на 1 серпня 2011 року населення складало 105 086  осіб, густота населення — 9360 осіб/км².